# Campeonato de España de Ciclismo en Ruta 1956
El LV Campeonato de España de Ciclismo en Ruta se disputó en Vergara (País Vasco)el 5 de agosto de 1956 sobre un recorrido de 286 kilómetros.
El ganador fue el corredor local Antonio Ferraz que se impuso a sus seis compañeros de fuga. Bernardo Ruiz y Francisco Masip completaron el podio.

## Clasificación final
| Pos. | Ciclista         | Equipo             | Tiempo    |
| ---- | ---------------- | ------------------ | --------- |
| 1.   | Antonio Ferraz   | Minaco-Peugeot     | 8h 29'37" |
| 2.   | Bernardo Ruiz    | Faema-Guerra       | m.t.      |
| 3.   | Francisco Masip  | Mobylette Coabania | m.t.      |
| 4.   | Salvador Botella | Ignis              | m.t.      |
| 5.   | Francisco Moreno | UC Terrassa        | m.t.      |
| 6.   | Benigno Azpuru   | Cil-Indauchu       | m.t.      |
| 7.   | Carmelo Morales  | Gamma              | m.t.      |
| 8.   | Salvador Jarque  | Individual         | a 1'40"   |
| 9.   | Jesús Galdeano   | Faema-Guerra       | m.t.      |
| 10.  | Juan Crespo      | Mobylette          | m.t.      |